# Hawkesbury Heights
Hawkesbury Heights är en del av en befolkad plats i Australien. Den ligger i kommunen Blue Mountains Municipality och delstaten New South Wales, i den sydöstra delen av landet, omkring 57 kilometer väster om delstatshuvudstaden Sydney. Antalet invånare är 451.
Närmaste större samhälle är Glenmore Park, omkring 14 kilometer söder om Hawkesbury Heights.
I omgivningarna runt Hawkesbury Heights växer i huvudsak städsegrön lövskog. Runt Hawkesbury Heights är det tätbefolkat, med 297 invånare per kvadratkilometer. Genomsnittlig årsnederbörd är 1 267 millimeter. Den regnigaste månaden är februari, med i genomsnitt 216 mm nederbörd, och den torraste är juli, med 25 mm nederbörd.